# Can Carreres (Corçà)
Can Carreres és una obra de Corçà (Baix Empordà) inclosa a l'Inventari del Patrimoni Arquitectònic de Catalunya.

## Descripció
Edifici mitjancer de dues plantes, situat al centre del poble fent cantonada de dos carrers, Sant Genís i Sant Josep. És de planta rectangular i està construït amb pedra, l'estructura portant, i amb teules àrabs la coberta. Aquesta coberta és a dues aigües.
Façana principal amb obertures emmarcades en pedra, que conserva la data a una llinda (1626) de finestra. És remarcable la porta d'accés, allindanada. La coberta es troba molt modificada en l'actualitat.

## Història
Actualment la façana principal apareix pintada de color clar.